# Col de Kloukhor
Le Col de Kloukhor (en russe : клухорский перевал, kloukhorski pereval, en géorgien : ქლუხორის უღელტეხილი, kloukhoris ougheltekhili) est un col du Grand Caucase situé à une altitude de 2 781 m sur la route militaire de Soukhoumi à la frontière entre la Russie et la Géorgie. La longueur du tronçon de col est de 45 km.
Les rivières Severny Kloukhor (coule vers le nord) et Klitchi (vers le sud) prennent leur source au col.

## Transport
Le col de Kloukhor est la section montagneuse la plus élevée de la route militaire de Soukhoumi. Le tronçon de route traversant le col de Kloukhor n'est pas aménagé pour la circulation automobile. Le passage de la route militaire de Soukhoumi dépend des conditions météorologiques du col. En hiver, les congères sont fréquentes.

## Histoire
En août 1942, le col est défendu par le 1er bataillon du 85e régiment de fusiliers de la 394e division de fusiliers de l'armée rouge. Le 15 août 1942, le col de Kloukhor est capturé par les unités allemandes de la 1re Division d'infanterie de montagne « Edelweiss », avançant le long de la route militaire de Soukhoumi. Les combats pour le col se sont poursuivis jusqu'au 21 octobre, mais les Soviétiques ne parviennent pas à déloger l'ennemi de positions tactiquement avantageuses sur les pentes sud du col. Cependant, après l'encerclement de la 6e armée allemande près de Stalingrad, les troupes allemandes commencent à quitter le Caucase du Nord et en janvier 1943 elles abandonnent le col.
Après le conflit armé géorgien-abkhaze de 1992-1993, la circulation de transit le long de la route militaire de Soukhoumi est interrompue.

## Climat
Le climat du col est alpin, frais et humide.

## Faune et flore
Au col de Kloukhor, dans le cours supérieur de la rivière Teberda, la souris Kloukhor (latin : Sicista kluchorica) a été décrite pour la première fois.
Le carex montagnard pousse ici.

## Remarques
1. ↑  « Вдоль военно-сухумской дороги » [archive du 6 juillet 2015] (consulté le 23 octobre 2011)